# Mont-ral
41°17′21″B 1°5′56″Đ / 41,28917°B 1,09889°Đ
Mont-ral là một đô thị trong comarca Alt Camp, Tarragona, Catalonia, Tây Ban Nha.

## Biến động dân số
| 1900 | 1930 | 1960 | 1990 | 2007 |
| ---- | ---- | ---- | ---- | ---- |
| 766  | 382  | 210  | 152  | 182  |

| Biến động dân số từ năm 1717 đến năm 2007                  |
| ---------------------------------------------------------- |
|                                                            |
| 1717-1981: población de hecho; 1990-: población de derecho |
| Fuente: Municat                                            |
| Gráfica elaborada por: Wikipedia                           |